# Joseph Franklin Rutherford
Joseph Franklin Rutherford (n. 8 noiembrie 1869, Morgan County, Missouri, SUA — d. 8 ianuarie 1942, San Diego, California, SUA) a fost următorul președinte după Charles Taze Russell a Societăți Biblice din America Martorii lui Iehova. 